# Klaas Ooms
Klaas Ooms (Nieuwendam, 9 juni 1917 – Amsterdam, 17 januari 1970) was een Nederlands voetballer die doorgaans als linksbuiten speelde.
Ooms debuteerde op 17-jarige leeftijd in het eerste elftal van de Amsterdamse voetbalvereniging D.W.V.. Daar speelde hij onder meer met zijn beide broers en een neef. Onder leiding van de van Arsenal afkomstige Engelse trainer Fred Pagnam was D.W.V. in de jaren dertig erg succesvol. Het succes was mede te danken aan het feit dat bij D.W.V. als een van de eerste clubs in Nederland het stopperspilsysteem werd geïntroduceerd. Ooms maakte als linksbuiten deel uit van de selectie van het Nederlands voetbalelftal voor het wereldkampioenschap voetbal in 1938 als in Nederland blijvende reserve. Hij werd meermaals geselecteerd, maar kwam nooit in actie voor Oranje. Wel was hij regelmatig actief voor het Nederlands B-voetbalelftal, Bondselftal, Zwaluwenelftal en het Amsterdams elftal. 
In 1948 bereikte hij met D.W.V. de finale van de KNVB Beker, die na strafschoppen door WVV Wageningen werd gewonnen.
Ooms overleed aan de gevolgen van een spierziekte op 17 januari 1970.
Wim Anderiesen · 
Dick Been · 
Bertus Caldenhove · 
Bertus de Harder ·
Puck van Heel · 
Adri van Male · 
Niek Michel ·
Bas Paauwe ·
René Pijpers ·
Henk Plenter · 
Kick Smit ·
Henk van Spaandonck ·
Frans van der Veen · 
Leen Vente · 
Mauk Weber · 
Frank Wels ·
Arie de Winter · 
Coach: Bob Glendenning

Reserves in Nederland: Piet de Boer · Daaf Drok ·  Frans Hogenbirk · Klaas Ooms · Piet Punt 